# Шебелинкагазвидобування
Газопромислове управління «Шебелинкагазвидобування» — найбільше в Україні підприємство з видобутку природного газу, газового конденсату та нафти. Забезпечує близько 40 % видобутку газу в Україні. Підпорядковане АТ «Укргазвидобування».
Видобуток ГПУ «Шебелинкагазвидобування» у 2018 році склав 8 703 млн.м³ газу (55 % від загального видобутку АТ «Укргазвидобування»), понад 141 тис. тонн газового конденсату та нафти, 8 304 тис. тонн скрапленого газу.

## Історія
3 травня 1950 із свердловини, пробуреної поблизу села Шебелинка на Харківщині, вдарив газовий фонтан. Було відкрито найбільше родовище в Україні, а на той час — і в Європі.

## Родовища й інфраструктура
ГПУ «Шебелинкагазвидобування» розробляє 57 родовищ із експлуатаційним фондом 1631 свердловина, які розташовані на території Харківської, Полтавської, Дніпропетровської, Луганської та Донецької областей. Загальний видобуток газу з родовищ склав 1 773 млрд м³ з початку експлуатації.
Загальна кількість УКПГ, УПГ, ДКС, ПГРС, ГРС та інших об'єктів — 97 одиниць, серед яких:
- Шебелинський, Єфремівський, Юліївський цехи з видобутку газу, газового конденсату та нафти;
- пересувна механізована колона;
- експериментальний цех з виготовлення та ремонту нафтогазового обладнання;
- цех спецавтотранспорту;
- навчально-курсовий комбінат,
- інші структури основного та допоміжного призначення.

## Продукція і діяльність
Продукція:
- природний газ;
- газовий конденсат;
- нафта;
- пропан-бутан;
- обладнання для нафтогазового комплексу: блок-бокси подачі реагентів, фільтри очистки газу, котли опалення типу АОГВ, вогневі підігрівачі, теплообмінники, ємності гідростатичні та еліптичні, вакуумні дегазатори, бурові вишки та фонтанна арматура.

Напрямки діяльності:
- видобуток природного газу, нафти та газового конденсату;
- випуск нафтогазового обладнання;
- поточний та капітальний ремонт свердловин;
- будівельно-монтажні роботи;
- проектні роботи промислових об'єктів та об'єктів соціально-побутової сфери;
- підготовка кваліфікованих спеціалістів з видобутку, транспортування та переробки нафти, газу і газового конденсату, спеціалістів-буровиків.

## Адміністрація
Директор — Підлісний Віталій 
Головний офіс розташований за адресою вул. Стадіонна 9 у смт. Донець Балаклійського району Харківської області.